# Soosiulus salutaris
Soosiulus salutaris är en insektsart som beskrevs av Fowler 1900. Soosiulus salutaris ingår i släktet Soosiulus och familjen dvärgstritar. Inga underarter finns listade i Catalogue of Life.